# Reggenza di Bulungan
La reggenza di Bulungan (in indonesiano: Kabupaten Bulungan) è una reggenza dell'Indonesia, situata nella provincia di Kalimantan Settentrionale. Fu effettiva sede dell'omonimo sultanato.

## Administration
La reggenza è divisa in dieci distretti (kecamatan), sotto messi in tabella con la loro popolazione nel censimento del 2010:
| Nome                                         | Popolazione (Censimento 2010) |
| -------------------------------------------- | ----------------------------- |
| Peso                                         | 4,327                         |
| Peso Hilir                                   | 3,484                         |
| Tanjung Palas                                | 14,032                        |
| Tanjung Palas Barat (West Tanjung Palas)     | 5,832                         |
| Tanjung Palas Utara (North Tanjung Palas)    | 8,954                         |
| Tanjung Palas Timur (East Tanjung Palas)     | 8,651                         |
| Tanjung Selor                                | 39,439                        |
| Tanjung Palas Tengah (Central Tanjung Palas) | 7,527                         |
| Sekatak                                      | 9,278                         |
| Bunyu                                        | 11,139                        |